# Кампо Тајолтита II (Елота)
Кампо Тајолтита II (шп. Campo Tayoltita II) насеље је у Мексику у савезној држави Синалоа у општини Елота. Насеље се налази на надморској висини од 22 м.

## Становништво
Према подацима из 2010. године у насељу је живело 5 становника.

### Хронологија
| Година       | 2000            | 2010 |
| ------------ | --------------- | ---- |
| Становништво | 581 (290 / 291) | 5    |

### Попис
| # | Индикатор                     | Вредност |
| - | ----------------------------- | -------- |
| 1 | Укупно домаћинстава           | 62       |
| 2 | Укупно насељених домаћинстава | 1        |
| 3 | Величина локације             | 1        |